# Rivière Pinware
La rivière Pinware (anglais : Pinware River) est un fleuve de 108 km de long situé à l'extrême sud-est de la péninsule du Québec-Labrador, au Labrador dans la province canadienne de Terre-Neuve-et-Labrador.
La rivière Pinware est la plus grande rivière de la côte sud du Labrador terre-neuvien.

## Description
La rivière Pinware prend sa source en amont d'un petit lac sans nom situé à 365 mètres d'altitude (52° 15′ 50″ N, 56° 47′ 08″ O) au sud-est du Labrador, dans une zone de collines culminant à 485 mètres d'altitude à 65 km de la côte du Labrador.
La rivière St. Lewis (anglais : St. Lewis River) coule à un peu plus de 5 km de distance au nord-ouest, vers l'est en direction de l'océan Atlantique.
Le ruisseau qui sort du lac se dirige initialement vers l'ouest puis le sud en traversant successivement trois petits lacs. Il poursuit sa route vers le sud-est en serpentant dans une vallée boisée entourée de douces collines. Le ruisseau devient une petite rivière en recevant à 335 mètres d'altitude (52° 15′ 50″ N, 56° 47′ 08″ O) un autre ruisseau venu de l'ouest et issu d'une vaste tourbière.
La petite rivière se dirige vers l'est-sud-est avec un parcours sinueux dans une vallée humide au milieu d'une zone boisée.
La rivière aura un cours entrecoupé de rapides jusqu'en amont de son estuaire.
La rivière Pinware grossit rapidement par l'apport de divers ruisseaux venus des deux rives et devient un abondant cours d'eau qui s'oriente vers le sud-est puis le sud.
Elle reçoit en rive gauche un affluent notable à 245 mètres d'altitude (52° 07′ 09″ N, 56° 35′ 32″ O) drainant un ensemble de lacs situés au nord-est.
La rivière Pinware se dirige ensuite vers le sud-sud-est et reçoit en rive gauche la rivière Château affluent de premier plan à 195 mètres d'altitude (51° 59′ 32″ N, 56° 29′ 50″ O) avec plusieurs îles à la confluence. La rivière Château draine l'immense lac Château (anglais : Chateau Pond) (52° 03′ 45″ N, 56° 19′ 37″ O).
La rivière Pinware, renforcée et élargie, reprend la direction de son affluent vers le sud-ouest et reçoit juste après en aval deux affluents abondants en rive droite puis en rive gauche en créant de nombreuses îles.
La rivière reçoit en rive droite un second affluent de premier plan, le plus important en termes de débit et de bassin versant, la rivière Beaver (anglais : Beaver Brook) (ruisseau du Castor) venue du nord-ouest et prenant sa source 53 km en amont non loin de la frontière avec le Québec (51° 55′ 01″ N, 57° 04′ 21″ O) avec une source secondaire à la limite du bassin de la rivière St. Lewis (52° 08′ 30″ N, 56° 58′ 52″ O).
La rivière Pinware se renforce et s'élargit nettement en aval de la confluence et se dirige vers le sud, reçoit un affluent secondaire en rive gauche. Elle fait un coude à angle droit vers l'ouest, reçoit un affluent secondaire en rive gauche, avant de faire un nouveau coude à angle droit vers le sud.
Les paysages boisés font place à des collines nues à l'approche du littoral, la forêt subsistant dans les vallées abritées. Après un parcours assez rectiligne d'environ 10 km vers le sud en recevant un petit affluent en rive droite, la rivière fait une boucle vers l'est pour contourner une chaîne de collines.
La rivière Pinware reçoit en rive droite la rivière Lost (anglais : Lost River) (rivière Perdue), son dernier affluent majeur qui prend sa source au Québec (51° 46′ 31″ N, 57° 09′ 59″ O) et coule sur environ 54 km dans une vallée sinueuse et marquée.
La rivière Pinware se dirige sur sa portion terminale vers le sud. Elle passe sous la route 510 (route Translabradorienne) qui suit son cours en aval sur sa rive droite. Le cours inférieur est large et à débit rapide, globalement rectiligne avec quelques rapides et de rejoindre après un peu plus de 6 km un estuaire intérieur long de 3,2 km recevant un petit affluent en rive droite.
Une presqu'île sur laquelle se trouve le parc provincial de la rivière Pinware (anglais : Pinware River Provincial Park) sépare en grande partie l'estuaire de la haute mer, la rivière passant par un étroit chenal à l'est en partie ensablé (51° 38′ 05″ N, 56° 41′ 01″ O) pour s'écouler dans la baie Pinware sur la rive occidentale du détroit de Belle Isle au nord du golfe du Saint-Laurent.

## Hydrologie
La rivière Pinware draine une superficie de 2 486 km2, alimentée par 50 affluents. Son débit n'est pas connu.

## Faune piscicole
La rivière Pinware abrite différentes espèces de poissons, comme le saumon atlantique ainsi que la forme anadrome et non anadrome de l'omble de fontaine et l'anguille d'Amérique.
La branche principale de la rivière Pinware, en amont de sa confluence avec la rivière Lost, est connue localement sous le nom de County Cat River et est accessible aux poissons migrateurs sur les 49 kilomètres inférieurs. Une cascade de 6,1 mètres de hauteur constitue à ce niveau (52° 00′ 13″ N, 56° 29′ 39″ O) un obstacle insurmontable à la migration des poissons.
La rivière Lost, connue localement sous le nom de Western Waters, est obstruée près de son embouchure par une chute de 9,1 mètres de haut (51° 43′ 34″ N, 56° 40′ 19″ O), avec des obstructions supplémentaires se produisant plus en amont.

## Occupation humaine

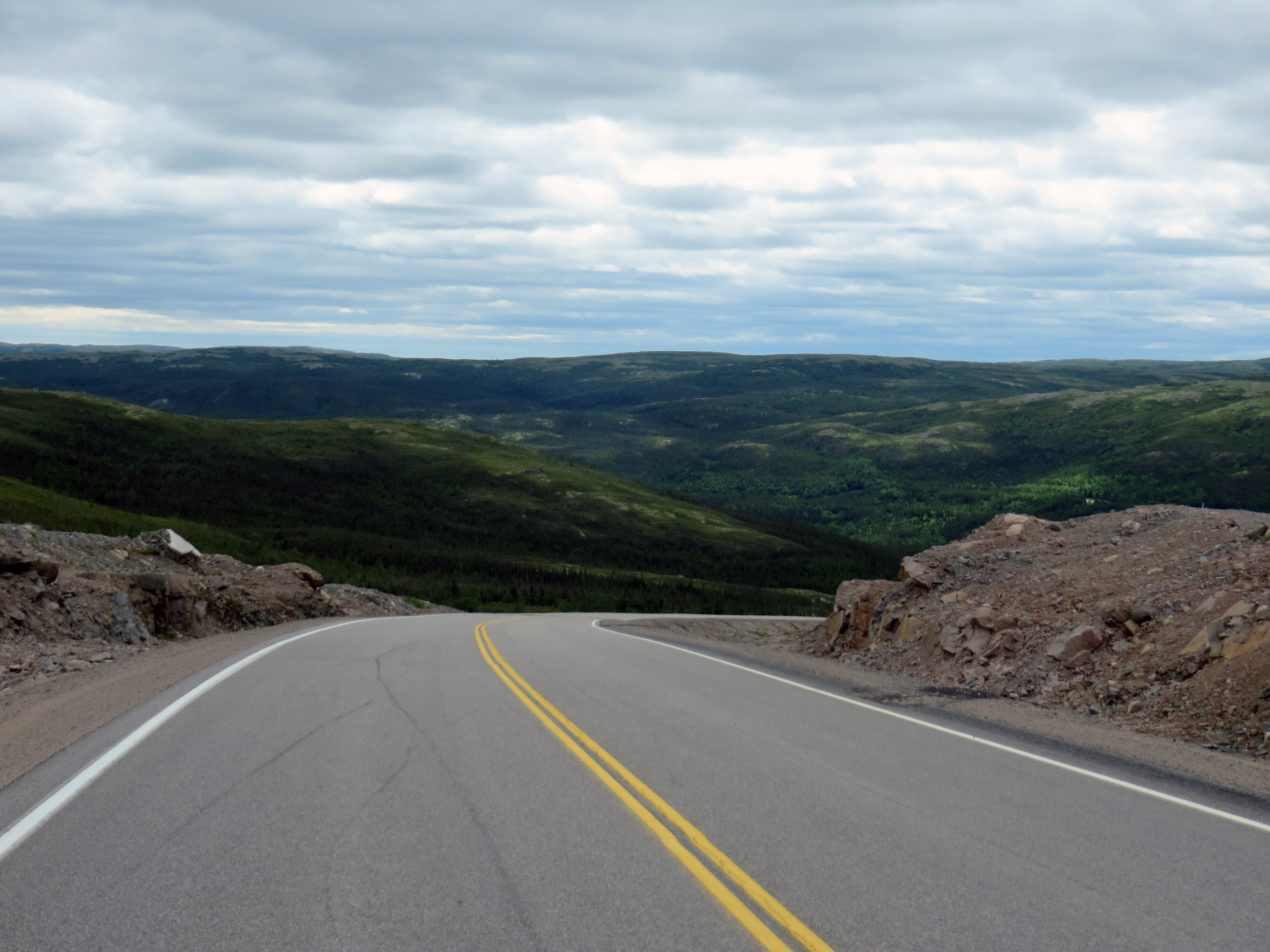
Route 510 entre Pinware et Red Bay.

Le bassin de la rivière Pinware dans l'intérieur des terres est situé dans une région sauvage et rude qui ne compte aucun habitant permanent.
L'estuaire de la rivière Pinware se trouve à 1 km au nord-est de la municipalité de Pinware située sur la rive septentrionale du détroit de Belle Isle.
Une localité appelée East Saint Modeste était située au nord de Pinware sur la rive occidentale de la rivière Pinware (51° 39′ 11″ N, 56° 43′ 23″ O), mais cette localité a été abandonnée au milieu des années 1950.
À l'est de Pinware, la route 510 quitte la côte et remonte la rivière Pinware le long de la rive gauche vers le nord pour atteindre Red Bay qui est la seule localité sur la côte nord du détroit de Belle Isle entre les localités de Pinware et Mary's Harbour distantes de plus d'une centaine de kilomètres.
La route 510, qui suivait la rive droite et sinueuse de la rivière Pinware sur quelques kilomètres en amont du pont situé à 6,5 km en amont de l'estuaire (51° 43′ 03″ N, 56° 40′ 27″ O), a été retracée sur un itinéraire plus direct au sud. Peu après la jonction de l'ancienne et de la nouvelle route 510, un chemin sans issue part de la route 510 et remonte sur un peu plus de 5 km la rive droite de la rivière Pinware vers le nord.